# シュレーディンガー場
シュレーディンガー場（シュレーディンガーば）とは、量子力学と場の量子論で用いられる、シュレーディンガー方程式に従う量子場のことである。名前は エルヴィン・シュレーディンガーにちなんで名付けられた。同種多粒子系のシュレーディンガー方程式によって記述することもできるが、粒子数が変化する場合には場の理論による記述の方が優れている。 
シュレーディンガー場は、量子シュレディンガー場の古典極限でもある。この場での古典波動はシュレーディンガー方程式を満たしている。 量子力学的波動関数とは異なり、粒子間に相互作用がある場合、方程式は非線形シュレディンガー方程式になる。 この方程式は、相互作用のある同種粒子系の古典波動極限を表す。 
シュレディンガー場の経路積分はコヒーレント状態経路積分として知られている。これは、場自体が消滅演算子、すなわち、その固有状態が調和振動のコヒーレント状態と考えることができるからである。 
シュレーディンガー場はボーズ・アインシュタイン凝縮 、 超電導に対するBogolyubov-de Gennes方程式、 超流動 、および一般に多体理論を扱う上で有用である。また、非相対論的量子力学を代替する形式としても有用である。 
シュレーディンガー場は、 クライン・ゴルドン場の非相対論的極限である。 

## 概要
シュレーディンガー場は、シュレディンガー方程式に従う量子場である。 古典極限では、 ボーズアインシュタイン凝縮や超流動の量子的な波動方程式として理解されます。 

### 自由場
シュレーディンガー場に対応する、自由場ラグランジアンは次のものである。 
{\displaystyle L=\psi ^{\dagger }\left(i{\partial  \over \partial t}+{\nabla ^{2} \over 2m}\right)\psi .}
ただし経路積分ないし正準量子化において、{\displaystyle \psi }は、c数の場であるとき、同種の非相対論的ボソンの集まりを記述する。 また{\displaystyle \psi }が グラスマン数に値を持つ場である場合 、同種の非相対論的フェルミオンの集まりを記述する。 

### 外部ポテンシャル
粒子が外部電位{\displaystyle V(x)} と相互作用する場合、作用に次のような、局所相互作用を含む物を選ぶ。： 
{\displaystyle S=\int _{xt}\psi ^{\dagger }\left(i{\partial  \over \partial t}+{\nabla ^{2} \over 2m}\right)\psi -\psi ^{\dagger }(x)\psi (x)V(x).}
Vに対する通常のシュレーディンガー方程式が既知のエネルギー固有状態{\displaystyle \phi _{i}(x)}（また、そのエネルギー固有値を{\displaystyle E_{i}}とする）と記述される時 、作用に現れる場はモード展開によって別の対角基底で展開できます： 
{\displaystyle \psi (x)=\sum _{i}\psi _{i}\phi _{i}(x).\,}
このときの作用は次のように記述される。 
{\displaystyle S=\int _{t}\sum _{i}\psi _{i}^{\dagger }\left(i{\partial  \over \partial t}-E_{i}\right)\psi _{i}\,}
これは独立した調和振動子の集合体に対する位置運動量経路積分とみることができる。 
等価性を見るには、作用を実部と虚部に分解できることに注意して以下のようにすればよい。 
{\displaystyle S=\int _{t}\sum _{i}2\psi _{r}{d\psi _{i} \over dt}-E_{i}(\psi _{r}^{2}+\psi _{i}^{2})}
それぞれを独立に積分する。 {\displaystyle \psi _{r}}に対して積分を取ることで作用は以下のように記述できる。 
{\displaystyle S=\int _{t}\sum _{i}{1 \over E_{i}}\left({d\psi _{i} \over dt}\right)^{2}-E_{i}\psi _{i}^{2}}
ただし、{\displaystyle \scriptstyle \psi _{i}}を リスケールして、{\displaystyle E_{i}}周期の調和振動子とした作用である。 

### 2体ポテンシャル
粒子が2体ポテンシャル{\displaystyle V(x_{1},x_{2})}と相互作用するとき、相互作用は作用に非局所的な寄与をもたらす。 
{\displaystyle S=\int _{xt}\psi ^{\dagger }\left(i{\partial  \over \partial t}+{\nabla ^{2} \over 2m}\right)\psi -\int _{xy}\psi ^{\dagger }(y)\psi ^{\dagger }(x)V(x,y)\psi (x)\psi (y).}
2体ポテンシャルは、相対論的場を電気力学に結びつけたときの非相対論的極限です。 伝播する自由度を無視することで、非相対論的電子間の相互作用はクーロン力となる。2+1次元では次のようになる。 
{\displaystyle V(x,y)={j^{2} \over |y-x|}.}
原子核の古典的な位置をモデル化するために外部ポテンシャル組み込むと、この2体ポテンシャルを持つシュレディンガー場は、凝縮物質の物理学のほぼすべてを記述する。 例外は、核の量子力学的干渉が重要な超流動性のような効果と、電子の運動が相対論的であり得る内殻電子の効果である。 

### 非線形シュレディンガー方程式
デルタ相互作用の特殊な場合である、{\displaystyle V(x_{1},x_{2})=\lambda \delta (x_{1}-x_{2})}を満たすケースは広く研究されており、 非線形シュレディンガー方程式として知られている。相互作用は常に2つの粒子が同じ位置にあるときに発生するため、非線形シュレディンガー方程式を導く作用は局所的である。 
{\displaystyle S=\int _{x}\psi ^{\dagger }\left(i{\partial  \over \partial t}+{\nabla ^{2} \over 2m}\right)\psi +\lambda \int _{x}\psi ^{\dagger }\psi ^{\dagger }\psi \psi }
相互作用の強さ{\displaystyle \lambda }は 2より大きい次元での繰り込みが必要であり、2次元では対数発散が生ずる。 どの次元でも、べき乗則の発散があっても、理論は明確に定義される。 粒子がフェルミオンの場合、相互作用はない。 

### 多体ポテンシャル
ポテンシャルには、多体の寄与が含まれる。 相互作用ラグランジアンは次のとおりである。 
{\displaystyle L_{i}=\int _{x}\psi ^{\dagger }(x_{1})\psi ^{\dagger }(x_{2})\cdots \psi ^{\dagger }(x_{n})V(x_{1},x_{2},\dots ,x_{n})\psi (x_{1})\psi (x_{2})\cdots \psi (x_{n}).\,}
これらのポテンシャルは、最密原子の有効的記述に重要である。 高次の相互作用は次数が高いほど重要度が低い。 

### 正準形式
場{\displaystyle \psi }の正準運動量は 
{\displaystyle \Pi (x)=i\psi ^{\dagger }.\,}
正準交換関係は、各点で独立した調和振動子のそれに近い。 
{\displaystyle [\psi (x),\psi ^{\dagger }(y)]=\delta (x-y).}
場のハミルトニアンは 
{\displaystyle H=S-\int \Pi (x){d \over dt}\psi =\int {|\nabla \psi |^{2} \over 2m}+\int _{xy}\psi ^{\dagger }(x)\psi ^{\dagger }(y)V(x,y)\psi (x)\psi (y)\,}
相互作用の場の方程式は、シュレディンガー方程式の非線形で非局所的なバージョンである。 ペアワイズ相互作用の場合： 
{\displaystyle i{\partial  \over \partial t}\psi =-{\nabla ^{2} \over 2m}\psi +\left(\int _{y}V(x,y)\psi ^{\dagger }(y)\psi (y)\right)\psi (x).\,}

### 摂動論
ファインマン図の拡張は、 多体摂動論と呼ばれる。 プロパゲーターは 
{\displaystyle G(k)={1 \over i\omega -{k^{2} \over 2m}}.\,}
相互作用の頂点は、2体ポテンシャルのフーリエ変換である。 あらゆる相互作用で、入射する外線と放射する外線の数は等しくなります。 

## 解説

### 同種粒子
同種粒子の多体シュレディンガー方程式は、 N個の粒子がそれぞれに指定された位置を持つ状態の確率振幅である多体波動関数ψ(x1, x2...xN)の時間発展を記述する。 ψのシュレディンガー方程式は次のように書ける。 
{\displaystyle i{d \over dt}\psi =\left({\frac {\nabla _{1}^{2}}{2m}}+{\frac {\nabla _{2}^{2}}{2m}}+\cdots +{\frac {\nabla _{N}^{2}}{2m}}+V(x_{1},x_{2},\dots ,x_{N})\right)\psi \,}
ただし、ハミルトニアンは以下の通りである。 
{\displaystyle H={\frac {p_{1}^{2}}{2m}}+{\frac {p_{2}^{2}}{2m}}+\cdots +{\frac {p_{N}^{2}}{2m}}+V(x_{1},\dots ,x_{N}).\,}
粒子は区別できないため、波動関数は位置を切り替える対称性がある。すなわちどちらかを満たす。 
1. {\displaystyle \psi (x_{1},x_{2},\dots )=\psi (x_{2},x_{1},\dots )\qquad \quad {\text{for bosons}}} 、
2. {\displaystyle \psi (x_{1},x_{2},\dots )=-\psi (x_{2},x_{1},\dots )\qquad {\text{for fermions}}} 。

粒子は見分けがつかないため、並べ替えでポテンシャルVは変化してはならない。 もし 
{\displaystyle V(x_{1},\dots ,x_{N})=V_{1}(x_{1})+V_{2}(x_{2})+\cdots +V_{N}(x_{N})\,}
である場合には、{\displaystyle V_{1}=V_{2}=\cdots =V_{N}} となる。 また 
{\displaystyle V(x_{1}...,x_{N})=V_{1,2}(x_{1},x_{2})+V_{1,3}(x_{2},x_{3})+V_{2,3}(x_{1},x_{2})\,}
であれば{\displaystyle V_{1,2}=V_{1,3}=V_{2,3}}などのような結果を得られる。 
シュレーディンガー方程式の形式では、ポテンシャルの制限はアドホックであり、古典的な波の極限に到達するのは困難である。 また、系が環境に対して開いている場合、粒子が出入りする可能性があるため、有用性が限定される。 

### 非相対論的フォック空間
シュレーディンガー場は、ヒルベルト状態空間を拡張して、任意の粒子数の構成を含めることで定義されます。 この一連の状態のほぼ完全な基礎は、次のような元の集合です。 
{\displaystyle |N;x_{1},\ldots ,x_{N}\rangle \,}
これは粒子の総数とそれぞれの位置によってラベル付けされている。 粒子が離れた位置にある任意の状態は、これらの状態の重ね合わせによって記述されます。 
{\displaystyle \psi _{0}|0\rangle +\int _{x}\psi _{1}(x)|1;x\rangle +\int _{x_{1}x_{2}}\psi _{2}(x_{1},x_{2})|2;x_{1}x_{2}\rangle +\ldots \,}
この形式では、位置を互いに入れ替えることができる2つの状態は実際には同じであるため、積分では重複を避ける必要がある。 また、同じ位置に複数の粒子がある状態はまだ定義されていないことに注意する必要がある。 {\displaystyle \psi _{0}}は粒子が存在しないという振幅であり、その絶対値二乗は系が真空にある確率である。 
シュレーディンガー表現を再現するためには、基底状態の内積を 
{\displaystyle \langle 1;x_{1}|1;y_{1}\rangle =\delta (x_{1}-y_{1})\,}
{\displaystyle \langle 2;x_{1}x_{2}|2;y_{1}y_{2}\rangle =\delta (x_{1}-y_{1})\delta (x_{2}-y_{2})\pm \delta (x_{1}-y_{2})\delta (x_{2}-y_{1})\,}
等としてとればよい。 物理的性質は異なるものの、ボソンとフェルミオンについてほぼ形式的に同一であるため、ここから粒子はボソンであるものとする。 
このヒルベルト空間には自然な演算子がある。 {\displaystyle \scriptstyle \psi ^{\dagger }(x)}と呼ばれる1つの演算子は、xに余分な粒子を生成する演算子である。各基本状態に対して定義される: 
{\displaystyle \psi ^{\dagger }(x)|N;x_{1}...x_{n}\rangle =|N+1;x_{1},...,x_{n},x\rangle \,}
（粒子がすでにxにある場合にはやや曖昧さがある。） 
別の演算子は位置xにある粒子を消滅させる。これは{\displaystyle \psi }と書かれる。 この演算子の共役演算子は{\displaystyle \psi ^{\dagger }}です。 {\displaystyle \scriptstyle \psi ^{\dagger }}についてxに粒子のない状態に対応する行列要素はなく、そのような状態に作用するときはゼロを与える。 
{\displaystyle \psi (x)|N;x_{1}...,x_{N}\rangle =\delta (x-x_{1})|N-1;x_{2}...,x_{N}\rangle +\delta (x-x_{2})|N-1;x_{1},x_{3}...,x_{N}\rangle +\ldots \,}
位置を規定にとるのは、ある点に局在する粒子を持つ状態が無限のエネルギーを持つため、粒子を理解するのに不便な方法であり、直観的理解は困難である。 2つの粒子がまったく同じ位置にあるときに何が起こるかを見るためには、空間を離散格子にするか、有限体積で場をフーリエ変換することが数学的には最も簡単な方法になる。 
オペレーター 
{\displaystyle \psi ^{\dagger }(k)=\int _{x}e^{-ikx}\psi ^{\dagger }(x)\,}
は、運動量kの平面波状態である1粒子状態の重ね合わせを生成する。つまり、運動量kの新しい粒子を生成する。 オペレーター 
{\displaystyle \psi (k)=\int _{x}e^{ikx}\psi (x)\,}
運動量kの粒子を消滅させる。 
無限遠の粒子の相互作用のポテンシャルエネルギーがなくなると、無限体積のフーリエ変換演算子は相互作用しない状態を作成します。 状態は無限に広がっており、粒子が近くにある可能性はゼロとなる。 
一致しないポイント間の演算子の行列要素は、すべてのモード間のフーリエ変換の行列要素を再構築される。 
1. {\displaystyle \psi ^{\dagger }(k)\psi ^{\dagger }(k')-\psi ^{\dagger }(k')\psi ^{\dagger }(k)=0\,}
2. {\displaystyle \psi (k)\psi (k')-\psi (k')\psi (k)=0\,}
3. {\displaystyle \psi (k)\psi ^{\dagger }(k')-\psi (k')\psi ^{\dagger }(k)=\delta (k-k')\,}

ここで、デルタ関数は、体積が無限か有限かに応じて、 ディラックデルタ関数またはクロネッカーデルタのいずれかである。 
これによって交換関係は演算子を完全に決定するものとなる。空間体積が有限の場合、運動量は離散的であるため、一致する運動量を理解するための概念的な障害はありません。 離散運動量基底では、基底状態は次のとおりである。 
{\displaystyle |n_{1},n_{2},...n_{k}\rangle \,}
ここで、nは各運動量をもつ粒子の数である。 フェルミオンとエニオンの場合、任意の運動量での粒子の数は常に0または1である。 オペレーター{\displaystyle \scriptstyle \psi _{k}}は相互作用に関係なく、状態間に調和振動子でのそれに似たマトリックス要素がある： 
{\displaystyle \psi ^{\dagger }(k)|..,n_{k},\ldots \rangle ={\sqrt {n_{k}+1}}\,|...,n_{k}+1,\ldots \rangle }
{\displaystyle \psi (k)|...,n_{k},\ldots \rangle ={\sqrt {n_{k}}}\,|...,n_{k}-1,\ldots \rangle }
そのため、演算子 
{\displaystyle \sum _{k}\psi ^{\dagger }(k)\psi (k)=\int _{x}\psi ^{\dagger }(x)\psi (x)}
粒子の総数をカウントする。 
これで、{\displaystyle \scriptstyle \psi (x)}、{\displaystyle \scriptstyle \psi ^{\dagger }(x)}の行列要素が調和振動子に似た交換関係があることが容易に見て取れる。 
1. {\displaystyle [\psi (x),\psi (y)]=[\psi ^{\dagger }(x),\psi ^{\dagger }(y)]=0}
2. {\displaystyle [\psi (x),\psi ^{\dagger }(y)]=\delta (x-y)}

そのため、配位空間にある粒子が実際に存在するのは困難ではない。 
オペレーター{\displaystyle \scriptstyle \psi ^{\dagger }(x)\psi (x)}は粒子を除去および置換し、xに粒子が存在するかどうかを検出するセンサーとして機能する。 オペレーター{\displaystyle \scriptstyle \psi ^{\dagger }\nabla \psi }は多体波動関数の勾配を状態に掛ける働きをする。 オペレーター 
{\displaystyle H=-\int _{x}\psi ^{\dagger }(x){\nabla ^{2} \over 2m}\psi (x)\,}
はいかなる基底に作用する場合でも、シュレディンガー方程式の右辺を構築するように作用するため
{\displaystyle \psi ^{\dagger }i{d \over dt}\psi =\psi ^{\dagger }{-\nabla ^{2} \over 2m}\psi \,}
が演算子方程式として成立します。 これは任意の状態に当てはまるため、 {\displaystyle \scriptstyle \psi ^{\dagger }}を除去しても成立する。 
{\displaystyle i{\partial  \over \partial t}\psi ={-\nabla ^{2} \over 2m}\psi \,}
相互作用を追加するには、場の方程式に非線形項を追加する。 場の形は、ポテンシャルが対称性の制限に従うことを自動的に保証します。 

### 場のハミルトニアン
運動方程式を再現する場のハミルトニアンは 
{\displaystyle H={\nabla \psi ^{\dagger }\nabla \psi  \over 2m}}
この演算子のハイゼンベルクの運動方程式は、場の運動方程式を再現する。 
古典場ラグランジアンを見つけるには、ルジャンドル変換をハミルトニアンの古典極限に適用する。 
{\displaystyle L=\psi ^{\dagger }\left(i{\partial  \over \partial t}+{\nabla ^{2} \over 2m}\right)\psi \,}
これは古典的には正しいが、量子力学的変換は、これほど単純ではない。経路積分を エルミートではなく、固有状態が直交しない演算子ψの固有値でとるためである。場の状態に対する経路積分は単純には過剰なカウントがおこる。 Lの時間微分項には、異なるフィールド状態間のオーバーラップが含まれるため、これは当てはまらない。

### クライン-ゴルドン場との関係
クライン-ゴルドン場の非相対論的限界{\displaystyle c\to \infty } は、粒子と反粒子を表す2つのシュレーディンガー場である。 これを明確にするために、この派生ではすべての単位と定数が保ちながら導出を行う。相対論的な場の 運動量空間での 消滅演算子 {\displaystyle {\hat {a}}_{\mathbf {p} },{\hat {b}}_{\mathbf {p} }}から、以下のものを定義する。 
{\displaystyle {\hat {a}}(x)=\int d\Omega _{\mathbf {p} }{\hat {a}}_{\mathbf {p} }e^{-ip\cdot x},\quad {\hat {b}}(x)=\int d\Omega _{\mathbf {p} }{\hat {b}}_{\mathbf {p} }e^{-ip\cdot x}} 、
ただし{\displaystyle {\hat {\phi }}(x)={\hat {a}}(x)+{\hat {b}}^{\dagger }(x)} とする。 2つの「非相対論的」場{\displaystyle {\hat {A}}(x)}、{\displaystyle {\hat {B}}(x)} は次のように定義する。 
{\displaystyle {\hat {a}}(x)={\frac {e^{-imc^{2}t/\hbar }}{\sqrt {2mc^{2}}}}{\hat {A}}(x),\quad {\hat {b}}(x)={\frac {e^{-imc^{2}t/\hbar }}{\sqrt {2mc^{2}}}}{\hat {B}}(x)} 、
静止質量に加えて、相対論的尺度であるラグランジアン密度の痕跡により、急速に位相が振動する成分を除外する操作を考えることで{\displaystyle L=(\hbar c)^{2}\partial _{\mu }\phi \partial ^{\mu }\phi ^{\dagger }-(mc^{2})^{2}\phi \phi ^{\dagger }}は以下のようになる。 
{\displaystyle {\begin{aligned}L&=(\hbar c)^{2}(\partial _{\mu }{\hat {a}}\partial ^{\mu }{\hat {a}}^{\dagger }+\partial _{\mu }{\hat {b}}\partial ^{\mu }{\hat {b}}^{\dagger }+\ldots )-(mc^{2})^{2}({\hat {a}}{\hat {a}}^{\dagger }+{\hat {b}}{\hat {b}}^{\dagger }+\ldots )\\&={\frac {1}{2mc^{2}}}\left[(\hbar c)^{2}({\frac {-imc}{\hbar }}{\hat {A}}+\partial _{0}{\hat {A}})({\frac {imc}{\hbar }}{\hat {A}}^{\dagger }+\partial ^{0}{\hat {A}}^{\dagger })-(\hbar c)^{2}\partial _{x}{\hat {A}}\partial ^{x}{\hat {A}}^{\dagger }+(A\Rightarrow B)+\ldots -(mc^{2})^{2}({\hat {A}}{\hat {A}}^{\dagger }+{\hat {B}}{\hat {B}}^{\dagger }+\ldots )\right]\\&={\frac {\hbar ^{2}}{2m}}\left[{\frac {imc}{\hbar }}(\partial _{0}{\hat {A}}{\hat {A}}^{\dagger }-{\hat {A}}\partial ^{0}{\hat {A}}^{\dagger })+\partial _{\mu }{\hat {A}}\partial ^{\mu }{\hat {A}}^{\dagger }+(A\Rightarrow B)+\ldots \right]\end{aligned}}}
ここで、{\displaystyle e^{\pm 2imc^{2}t/\hbar }}項は楕円で表され、非相対論的極限では消える。 4勾配を展開すると、全体の発散は無視され、{\displaystyle {\frac {1}{c}}}に比例する項はまた、非相対論的極限で消える。 これらの統合によって、 
{\displaystyle {\begin{aligned}L_{A}&=i\hbar {\hat {A}}^{\dagger }{\hat {A}}'+{\frac {\hbar ^{2}}{2m}}\left[{\frac {1}{c^{2}}}{\hat {A}}'{{\hat {A}}'}^{\dagger }-\partial _{x}{\hat {A}}\partial ^{x}{\hat {A}}^{\dagger }\right]\\&=i\hbar {\hat {A}}^{\dagger }{\hat {A}}'+{\frac {\hbar ^{2}}{2m}}\left[-(\partial _{x}({\hat {A}}\,\partial ^{x}{\hat {A}}^{\dagger })-{\hat {A}}\,\partial _{x}\partial ^{x}{\hat {A}}^{\dagger })\right]\\&=i\hbar {\hat {A}}^{\dagger }{\hat {A}}'+{\frac {\hbar ^{2}}{2m}}{\hat {A}}\,\partial _{x}\partial ^{x}{\hat {A}}^{\dagger }.\end{aligned}}}
最終的なラグランジアンの形式は以下のようになる。
{\displaystyle L={\frac {1}{2}}\left[{\hat {A}}^{\dagger }(i\hbar {\frac {\partial }{\partial t}}+{\frac {\hbar ^{2}\nabla ^{2}}{2m}}){\hat {A}}+{\hat {B}}^{\dagger }(i\hbar {\frac {\partial }{\partial t}}+{\frac {\hbar ^{2}\nabla ^{2}}{2m}}){\hat {B}}+{\text{h.c.}}\right]}

## 参照資料
1. ↑  G, Harris, Edward (2014). A Pedestrian Approach to Quantum Field Theory.. Dover Publications. ISBN 9780486793290. OCLC 968989532
2. ↑  Padmanabhan, T. (9 July 2018). “Obtaining the non-relativistic quantum mechanics from quantum field theory: issues, folklores and facts”. The European Physical Journal C 78 (7):  563. arXiv:1712.06605. doi:10.1140/epjc/s10052-018-6039-y.